# Sen Sōsa
Sen Sōsa est un nom japonais traditionnel ; le nom de famille (ou le nom d'école), Sen, précède donc le prénom (ou le nom d'artiste).
Sen Sōsa (千宗左) est le nom traditionnel porté par les chefs (iemoto) de la famille Omotesenke faisant partie des trois lignées de la famille Sen (san-Senke), dont le fondateur commun est Sen no Rikyū. Sen est le nom de famille, Sōsa est le nom héréditaire du chef de cette lignée. Le premier à utiliser ce nom est l'arrière petit-fils de Rikyū, Kōshin Sōsa (1613–1672), le troisième fils de Sen Sōtan, qui hérita de la résidence familiale de Kyoto et qui devint la première génération de la lignée Omotesenke.
De même, Sen Sōshitsu est le nom traditionnel des chefs de la lignée Urasenke et Sen Sōshu celui de la lignée Mushakōjisenke.